# ローラント・コッホ

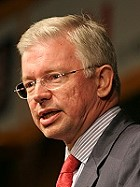
ローラント・コッホ

ローラント・コッホ（Roland Koch, 1958年3月24日 ‐ ）は、ドイツの政治家、実業家。所属政党はドイツキリスト教民主同盟 (CDU)。1999年から2010年までヘッセン州首相を務めた。

## 経歴

### 二世政治家
ヘッセン州フランクフルト・アム・マイン生まれ。父カール＝ハインツ・コッホは CDU の政治家だった。1977年にアビトゥーア合格。兵役ののちフランクフルト大学で法学を専攻。在学中に CDU に入党。在学中の1979年にマイン・タウヌス郡議会議員に初当選。1982年に司法修習試験に合格し大学を卒業。1983年から87年まで、CDUの下部青年団組織「ユンゲ・ウニオン (Junge Union)」の連邦副代表を務める。党幹部に対しても遠慮のない発言をして注目を集める。1985年に国家司法試験合格。同年弁護士免許を取得。エッシュボルンで弁護士事務所を開業。
1989年‐97年、郡議会で CDU の議会院内総務。1987年にヘッセン州議会議員に初当選。1993年までエッシュボルン市参事会員を兼任。1991年、州議会の党院内副総務、1993年から党院内総務。1998年、CDU の州代表に就任。連邦政府で CDU が野党に転落して逆風が吹いていた最中の翌1999年2月、CDU の州首相候補として州議会選挙を戦う。この選挙期間中、ドイツ社会民主党 (SPD) と同盟90/緑の党連立の連邦政府が進めている国籍法改正に反対する署名運動を展開、外国人敵視を煽るものだと批判された。しかし州議会選挙は CDU の勝利に終わり、コッホは現職の州首相ハンス・アイヒェルを引きずり下ろして州政を8年ぶりに SPD から奪還、4月7日にヘッセン州首相に就任した。

### 州首相
州首相就任早々、連邦 CDU のみならずヘッセン州の CDU にも不正献金疑惑が持ち上がる。コッホは関与を否定しつつも解明を約束したが、疑惑は消えなかった。野党に辞任を要求されたが、盟友のフランツ・ヨーゼフ・ユングが身代りに州大臣を辞任する格好で切り抜けた。野党はまた1999年の州議会選挙でのコッホの資金に不明朗を指摘して選挙の無効を訴えたが、選挙管理委員会に却下された。コッホは CDU の嫡流として連邦首相の座も狙える位置にいたが、これらの疑惑によってその威信は後退した。2002年の連邦議会選挙では、CDU 党首アンゲラ・メルケルの実力がなおも疑問視されていたため、連邦首相候補選出が難航してコッホの名が取りざたされることもあったが、結局経験豊富なバイエルン州首相のエドムント・シュトイバーが連邦首相候補に立てられた（この選挙で CDU は惜敗）。
コッホは1998年の州首相就任と同時にドイツ最大のフランクフルト空港を経営するフラポート (Fraport) 株式会社の監査役に就任したが（同社の株の45％をヘッセン州政府が所有）、 空港の拡張工事が進む中、州首相と監査役の兼任が批判され、2003年に退任した。疑惑の多いコッホ州首相だが、景気テコ入れのため大企業を優遇した税制や積極的な景気回復策が経済界に評価され、2003年の州議会選挙では連立与党の自由民主党 (FDP) 抜きで過半数の絶対多数議席を獲得する大勝利をおさめ、二期目を迎えた。コッホは新自由主義的な政策をさらに推進し、補助金削減や弾力性のある組織改革などの改革案を提示した。
2003年にはそれまで無料だったヘッセン州の大学に授業料制度を導入する法案を成立させ、学生の大規模な抗議行動を招いた。この法案にはヘッセン州憲法に抵触すると訴えた裁判や、78000人の署名を集めた反対運動が2008年まで続いた。2004年にはギーセン大学とマールブルク大学の医学部を統一して有限会社化し、その経営権を民間企業に売却する法案を成立させている。2006年には連邦政府が決めている原子力発電所全廃計画に公然と反対意見を述べた。
コッホは3選を目指してヘッセン州議会選挙に臨んだが、折りしも発生した外国人少年による傷害事件を利用し、外国人犯罪対策の強化を訴えた。事前に不利が予想されていたコッホのこうした選挙戦は、「外国人敵視を煽るポピュリズム」と CDU 党内からさえも批判された。2008年1月に行われた投票では、CDU は SPD に得票率で僅か0.1％差まで迫られた上、これまで議席の無かった左翼党が躍進するという結果に終わり、FDP との連立のみでは議会過半数を得ることが不可能になった。SPD 側の連立政権樹立構想が不調に終わったため、4月からコッホは暫定的に首相に留任することになった。2009年1月に行われた州議会のやり直し選挙では、CDU が微増、連立相手のFDPが大幅に議席を増やしたのに対して、党内の混乱をさらけ出した SPD が大幅に議席を減らし、コッホの3選が正式に決まった。

### 政界引退
健康状態の優れない連邦財務相ヴォルフガング・ショイブレの後任に擬されることもあったが、2010年5月の記者会見で「財政再建のため教育費や社会保障費を削減すべき」と主張し、メルケル首相をはじめとする党内からも批判を受けた。その直後の5月末、突如年末での政界引退を発表した。同年8月31日に州首相を辞職、同時にヘッセン州州議会議員を辞職した。退任に際しCDUヘッセン州支部名誉代表に選出された。
コッホは政界引退の理由として経済界への転身希望を挙げており、2011年3月、建設会社ビルフィンガー・ベルガーの経営取締役会員に就任（2014年8月に離任）。同年7月には代表取締役に就任した。この会社はフランクフルト空港に通じる鉄道の建設を請け負っている。また2011年1月にはUBSドイツ法人の代表監査役に就任した。

## 人物・表彰
夫人との間に二男。宗派はカトリック。父カール＝ハインツも CDU の政治家で、ヘッセン州議会議員やヘッセン州法務大臣を歴任した。
2007年、ドイツ連邦共和国功労勲章大功労十字星大綬章。ダライ・ラマ14世への肩入れはドイツの政治家の中で突出しており、彼がドイツに来た時は必ず会見し、2007年9月のメルケル連邦首相とダライ・ラマの会見の際も同席した。2011年にドイツ連邦共和国功労勲章大十字章を受章。